# ویلانوا دی میا
ویلانوا دی میا (به اسپانیایی: Vilanova de Meyá) یک منطقهٔ مسکونی در اسپانیا است که در نوگورا واقع شده‌است. ویلانوا دی میا ۱۰۵٫۲ کیلومتر مربع مساحت دارد ۶۳۳ متر بالاتر از سطح دریا واقع شده‌است.